# 許穆夫人
許穆夫人 (約前690年-？)，姬姓，是衛昭伯與宣姜的女兒，許穆公的夫人，卫戴公之妹。中國第一位被記錄的女詩人。也是文學史最早的愛國女詩人。詩作有《泉水》、《載馳》、《竹竿》。

## 生平

### 遠嫁許國
一開始，許國的許穆公來求婚，齊國的齊桓公也來求婚。衛國打算將她嫁給許國。穆夫人透過傅母向堂姪兒兼堂兄弟的衛懿公傳達她不願嫁到弱小的許國，決定嫁到離衛國較近又比較強大的齊國。但她的主張卻沒有被採納。

### 解救祖國
- 周惠王十七年（魯閔公二年，前660年），衞懿公因好養鶴荒廢政事，冬十二月北方狄人攻打衛國，都城朝歌（原商朝都城，今河南省淇縣）被攻破，都城建物毀於一旦，百姓紛紛逃跑，衛懿公因此被殺。許國無法救援，幸靠著齊國才得以保存。穆夫人得知消息，決定回去救國。許穆公本打算阻撓，最後只好放他們通行。

- 周惠王十八年(前659年)，穆夫人為了感謝齊國，更為了表達自己挽救祖國的決心，便寫了《載馳》來記錄這次事件。齊侯使公子無虧帥車三百乘，甲士三千人，以戍曹，歸公乘馬，祭服五稱，牛，羊，豕，雞，狗，皆三百，與門材，歸夫人魚軒，重錦三十兩。

## 作品
許穆夫人詩作有《泉水》、《載馳》、《竹竿》。
- 《泉水》(詩.邶)

《泉水》，衛女思歸也。嫁於諸侯，父母終，思歸寧而不得，故作是詩以自見也。

毖彼泉水，亦流于淇。有懷于衛，靡日不思。孌彼諸姬，聊與之謀。

出宿于泲，飲餞于禰。女子有行，遠父母兄弟。問我諸姑，遂及伯姊。

出宿于干，飲餞于言。載脂載舝，還車言邁。遄臻于衛，不瑕有害。

我思肥泉，茲之永歎。思須與漕，我心悠悠。駕言出遊，以寫我憂。

- 《載馳》(詩.鄘)

《載馳》，許穆夫人作也。閔其宗國顛覆，自傷不能救也。衛懿公為狄人所滅，國人分散，露於漕邑。許穆夫人閔衛之亡，傷許之小，力不能救，思歸唁其兄，又義不得，故賦是詩也。

載馳載驅，歸唁衛侯。驅馬悠悠，言至于漕。大夫跋涉，我心則憂。

既不我嘉，不能旋反。視爾不臧，我思不遠。

既不我嘉，不能旋濟。視爾不臧，我思不閟。

陟彼阿丘，言采其蝱。女子善懷，亦各有行。許人尤之，眾穉且狂。

我行其野，芃芃其麥。控于大邦，誰因誰極。大夫君子，無我有尤。

百爾所思，不如我所之。

- 《竹竿》(詩.衛)

《竹竿》，衛女思歸也。適異國而不見答，思而能以禮者也。

籊籊竹竿，以釣于淇。豈不爾思，遠莫致之。

泉源在左，淇水在右。女子有行，遠兄弟父母。

淇水在右，泉源在左。巧笑之瑳，佩玉之儺。

淇水滺滺，檜楫松舟。駕言出遊，以寫我憂。

## 評價
《列女傳．許穆夫人》：「頌曰：衛女未嫁，謀許與齊，女諷母曰，齊大可依，衛君不聽，後果遁逃，許不能救，女作載馳。」